# Beverly Marsh
Beverly "Bev" Marsh è un personaggio immaginario di Stephen King, tra i protagonisti del romanzo It del 1986 e membro del Club dei Perdenti.

## Biografia
Beverly Marsh nacque il 13 febbraio del 1947, da Alvin ed Elfrida Marsh. Alvin è un uomo violento che spesso aggredisce la figlia in attacchi d'ira, mentre Elfrida, troppo presa dal suo lavoro, ignora gli abusi che il marito perpetra ai danni della bambina. Nella miniserie la donna non compare mai, mentre nei film è morta suicida poco dopo la nascita di Beverly, presumibilmente per depressione post partum, ragion per cui Alvin incolpa la figlia per l'accaduto e abusa di lei fisicamente e sessualmente per tutta la sua infanzia.
Nonostante la sua povertà e i modi da maschiaccio, Beverly è una ragazza estremamente attraente; il suo compagno di classe Ben Hanscom è innamorato di lei e le scrive una poesia d'amore anonima che Beverly collega invece a Bill Denbrough, per cui ha a sua volta un'infatuazione. La ragazza si unisce al Club dei Perdenti e fa amicizia con loro, Eddie Kaspbrak, Richie Tozier, Mike Hanlon e Stanley Uris, con cui ha in comune una vita problematica segnata da vessazioni. Beverly ha il suo primo incontro con It quando la creatura si manifesta nel suo bagno sotto forma delle voci dei bambini che ha precedentemente ucciso provenienti dallo scarico del lavandino, per poi far esplodere una bolla di sangue che sporca la stanza. Beverly e i membri del Club dei Perdenti sono gli unici in grado di vedere il sangue, che è invisibile agli adulti.
La capacità di Beverly nel lancio con la fionda si rivela essenziale durante il primo confronto tra il Club e Pennywise, quando lo colpisce con un proiettile d'argento e riesce a ferirlo. Dopo lo scontro nelle fogne nel quale Pennywise sembra morire, il gruppo si perde e Beverly, per suggellare il legame con gli amici, ha un rapporto sessuale con ciascuno di loro. Ciò permette ai bambini di uscire dai condotti e insieme fanno un giuramento di sangue per promettere di tornare a Derry a uccidere definitivamente It nel caso sia sopravvissuto.
Da adulta, a causa dell'influenza di Pennywise e della città di Derry, Beverly dimentica la sua infanzia; diventa una stilista di successo e si sposa con Tom Rogan, un uomo oppressivo e violento come suo padre. Dopo aver ricevuto una chiamata da Mike che le ricorda la sua promessa, la donna reagisce per la prima volta alle violenze di Tom, lo lascia e torna a Derry per riunirsi con il Club dei Perdenti. Rivisitando la sua vecchia casa scopre che suo padre è morto da anni e ora ci vive una vecchia di nome Mrs. Kersh, che in realtà è una manifestazione di Pennywise volta a spaventarla. In seguito Beverly riesce ad ammettere di essere stata vittima di abusi e ha un rapporto sessuale con Bill. Durante l'ultimo scontro con Pennywise, la donna resta a occuparsi del cadavere di Eddie e della catatonica Audra (moglie di Bill), mentre Bill, Ben e Richie vanno a uccidere It una volta per tutte. Al termine di ciò, Ben confessa i suoi sentimenti a Beverly e i due se ne vanno insieme da Derry iniziando una relazione.

## Altre apparizioni
- Beverly appare brevemente nel romanzo 22/11/63; Jake Epping, il protagonista del romanzo, viaggia indietro nel tempo e giunge a Derry dove incontra Beverly e Riche che si allenano per un talent show pochi mesi dopo la sconfitta di Pennywise; Epping parla brevemente con i due ragazzi riguardo ai misteriosi omicidi a opera di It e insegna loro come ballare correttamente. In seguito tale incontro verrà cancellato in quanto Epping eliminerà il suo viaggio indietro nel tempo[4].

## Altri media
- Nella miniserie del 1990 Beverly è interpretata da Emily Perkins da bambina e da Annette O'Toole da adulta. Mentre la rappresentazione di Perkins è stata ben accolta, quella di O'Toole ha ricevuto delle critiche negative.[5]
- Nei film del 2017 e del 2019 Beverly è interpretata da Sophia Lillis da bambina e da Jessica Chastain da adulta; per il ruolo giovanile era inizialmente favorita Chloë Grace Moretz ma, a causa del prolungarsi del progetto, l'attrice divenne troppo grande per la parte (interpreterà successivamente un altro personaggio di Stephen King, Carrie White, nel film Carrie[6]). In questa versione Beverly è la bussola morale del Club dei Perdenti ed è il suo rapimento da parte di Pennywise che porta il gruppo a riunirsi per fermare la creatura[7][8]. Entrambe le interpretazioni della Lillis e di Chastain sono state accolte positivamente dalla critica.

## Analisi

### Controversie
Una delle scene più controverse del romanzo è quella in cui Beverly decide di avere un rapporto sessuale con gli altri membri del Club dei Perdenti per rafforzare il loro legame e poter uscire dalle fogne dopo la prima sconfitta di It; sia nella miniserie che nei film tale scena è stata omessa, nonostante inizialmente dovesse svolgersi nella sceneggiatura originale di Cary Joji Fukunaga, prima che Andy Muschietti venisse coinvolto nel progetto.

### Abusi
Per tutto il romanzo Beverly è abusata dagli uomini della sua vita (da suo padre da bambina e dal marito quando è adulta). Le violenze perpetrate ai danni della bambina da parte di Alvin sono spesso ritenute uno degli elementi più inquietanti del romanzo a causa delle sfumature realistiche. Beverly è considerata un esempio positivo di come si possano superare traumi e abusi da parte di familiari.

### Perdita dell'innocenza
Come Bill Denbrough, Beverly riflette i temi della maturità e della perdita dell'innocenza nel corso del romanzo. Oltre all'orgia nelle fogne, Beverly si trova ad affrontare la sua femminilità in sviluppo: nel film del 2017 ciò è rappresentato dalla scena in cui acquista dei tamponi in una farmacia e cerca di nascondere i prodotti a Bill, Eddie, Stan, alla bulla che in precedenza l'aveva umiliata e dal padre. Dopo che quest'ultimo la scopre e le tocca i capelli chiedendole se "sia ancora la sua bambina", Beverly si taglia i capelli in un atto di sfida. Rispetto agli altri membri del Club dei Perdenti, Beverly deve affrontare maggiormente la questione della maturità, a causa degli abusi paterni e delle voci sulla sua promiscuità che la perseguitano. La scoperta della femminilità della ragazza viene considerato un elemento di identificazione per molti lettori.

## Accoglienza
La caratterizzazione di Beverly nel romanzo di King ha ricevuto ampi consensi dalla critica. Lillis è stata nominata per numerosi premi per la sua interpretazione del personaggio, tra cui un Saturn Award per miglior attore emergente, un MTV Movie & TV Awards per la migliore interpretazione da paura e un Teen Choice Awards per Breakout Movie Star. La Lillis è stata anche nominata come miglior artista emergente dalla San Diego Film Critics Society e per miglior performance giovanile dalla Seattle Film Critics Society e dalla Washington DC Area Film Critics Association. La rappresentazione di Beverly adulta di Annette O'Toole nella miniserie del 1990 ha ricevuto un'accoglienza negativa.